# Lacarry-Arhan-Charritte-de-Haut
Pour les articles homonymes, voir Arhan, Charritte et Lacarry.
Lacarry-Arhan-Charritte-de-Haut (Lakarri-Arhane-Sarrikotagaine en basque) est une commune française, située dans le département des Pyrénées-Atlantiques en région Nouvelle-Aquitaine.
Le gentilé est Lakarrar.

## Géographie

### Localisation
La commune de Lacarry-Arhan-Charritte-de-Haut se trouve dans le département des Pyrénées-Atlantiques, en région Nouvelle-Aquitaine.
Elle se situe à 68 km par la route de Pau, préfecture du département, à 35 km d'Oloron-Sainte-Marie, sous-préfecture, et à 19 km de Mauléon-Licharre, bureau centralisateur du canton de Montagne Basque dont dépend la commune depuis 2015 pour les élections départementales.
La commune fait en outre partie du bassin de vie de Mauléon-Licharre.
Les communes les plus proches sont : 
Alçay-Alçabéhéty-Sunharette (1,7 km), Etchebar (2,6 km), Camou-Cihigue (3,8 km), Lichans-Sunhar (4,2 km), Licq-Athérey (4,4 km), Laguinge-Restoue (4,9 km), Alos-Sibas-Abense (5,5 km), Tardets-Sorholus (6,1 km).
Sur le plan historique et culturel, Lacarry-Arhan-Charritte-de-Haut fait partie de la province de la Soule, un des sept territoires composant le Pays basque,. La Basse-Navarre en est la province la plus variée en ce qui concerne son patrimoine, mais aussi la plus complexe du fait de son morcellement géographique. Depuis 1999, l'Académie de la langue basque ou Euskalzaindia divise le territoire du Labourd en six zones,. La Soule, traversée par la vallée du Saison, est restée repliée sur ses traditions (mascarades, pastorales, chasse à la palombe, etc). Elle se divise en Arbaille, Basse-Soule et Haute-Soule, dont fait partie la commune.

### Communes limitrophes
Les communes limitrophes sont  Alçay-Alçabéhéty-Sunharette, Etchebar, Larrau et Lichans-Sunhar.
| Alçay-Alçabéhéty-Sunharette |                                 | Lichans-Sunhar |
|                             | Lacarry-Arhan-Charritte-de-Haut | Etchebar       |
|                             | Larrau                          |                |

### Paysages et relief
|  |  |

### Hydrographie
La commune est traversée par des affluents du Saison tels que le ruisseau l'Apoura (18 km) et l'Harbelzetako erreka.
Le ruisseau Erbeiché, affluent de l'Uthurrotche erreka qui se jette plus loin dans le Saison, arrose également la commune.
De même, le ruisseau Idigorria, affluent du ruisseau Etchélu qui alimente également le Saison, coule sur le territoire de la commune.

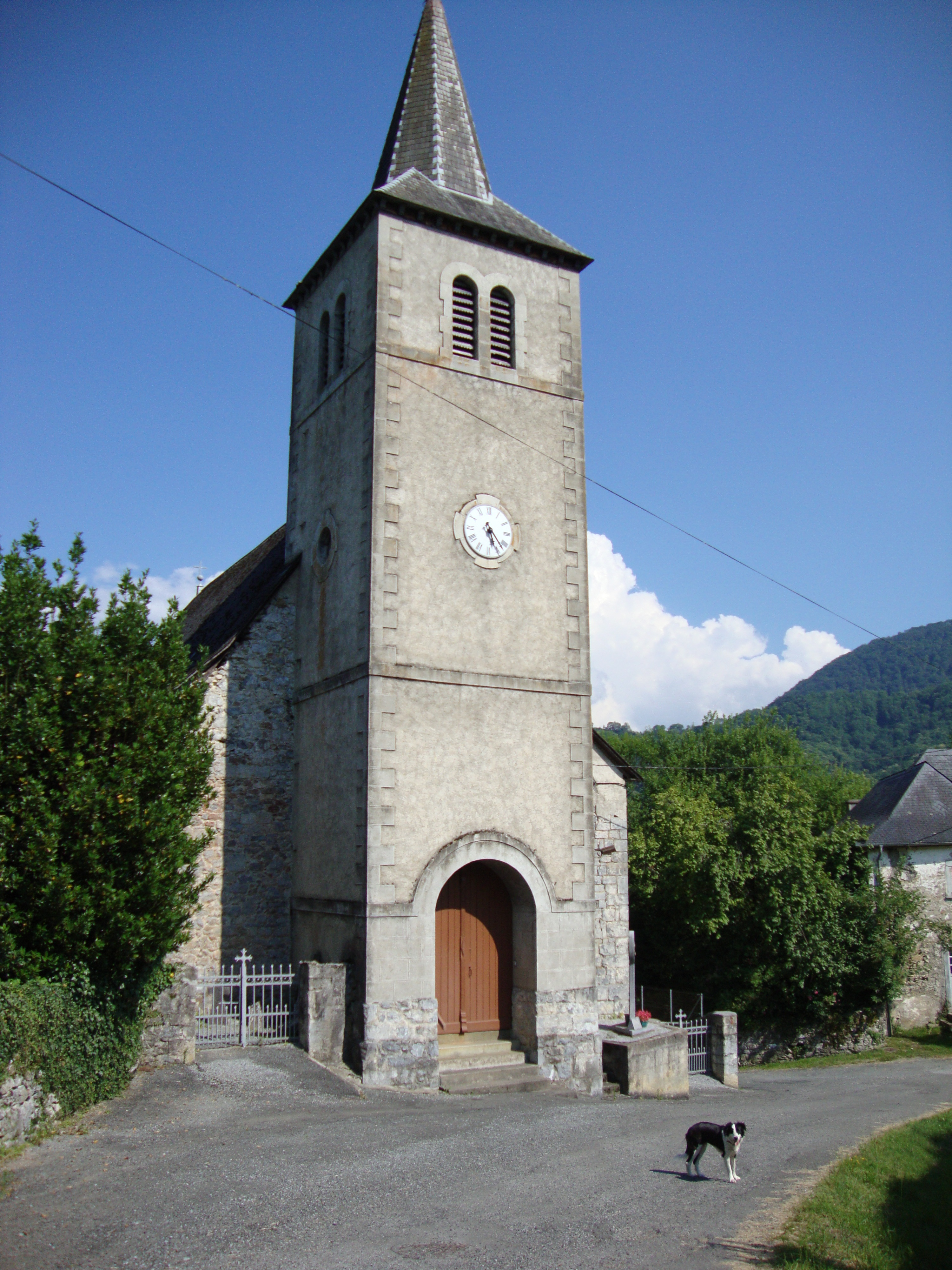
Église Saint-Étienne de Lacarry.

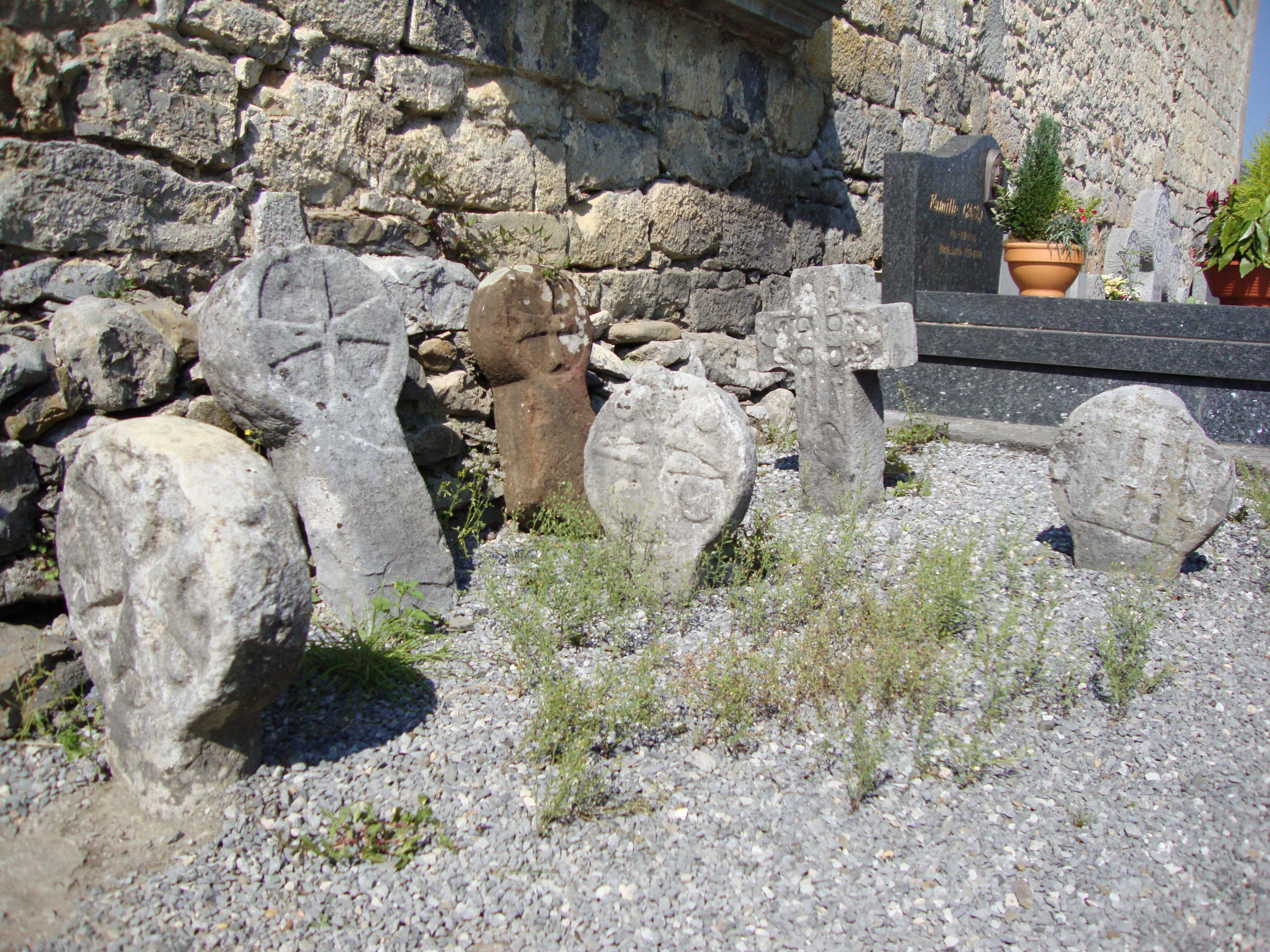
Cimetière de Lacarry, stèles discoïdales.

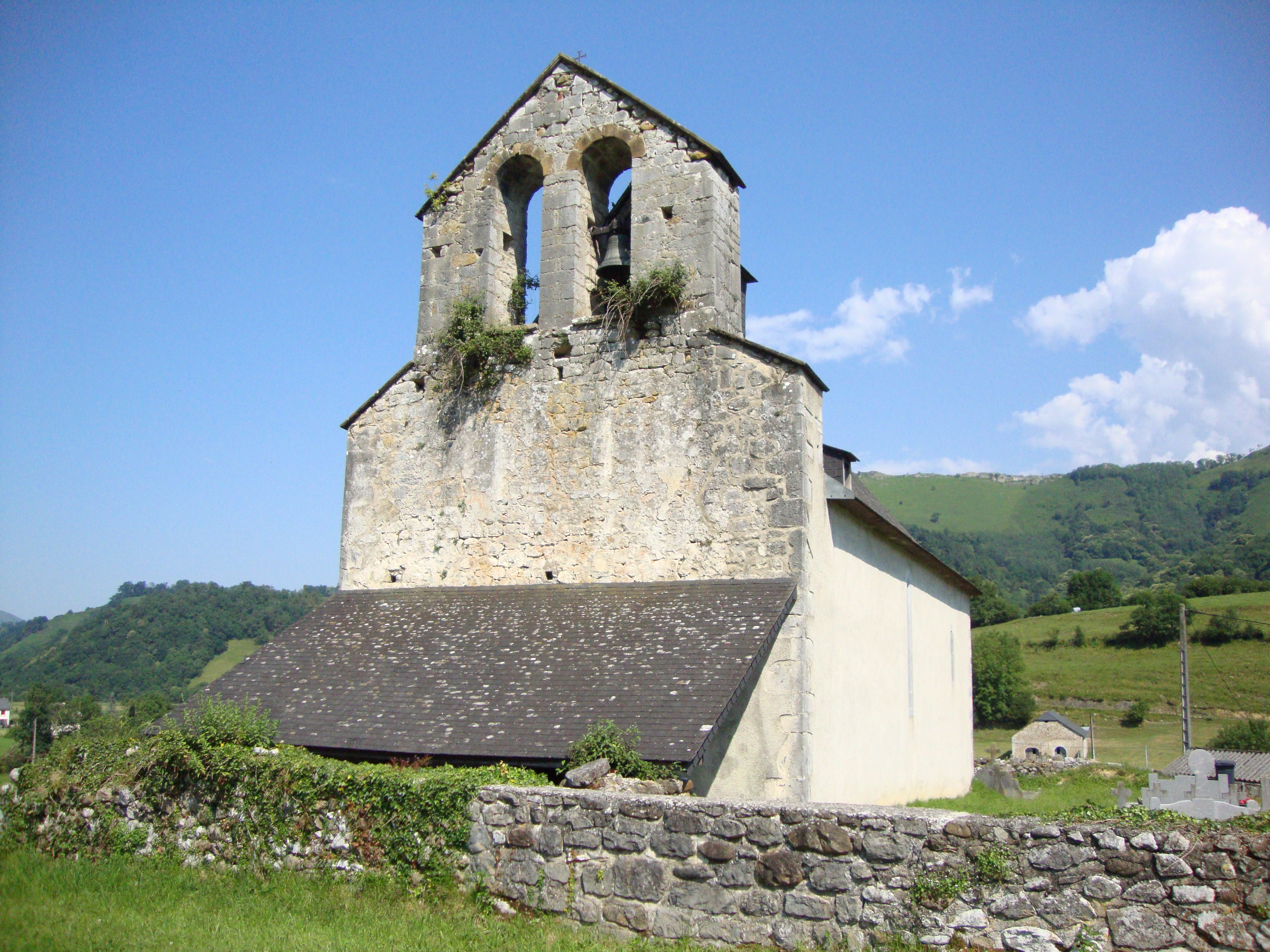
L'église de Charritte-le-Haut, son clocher-mur trinitaire.

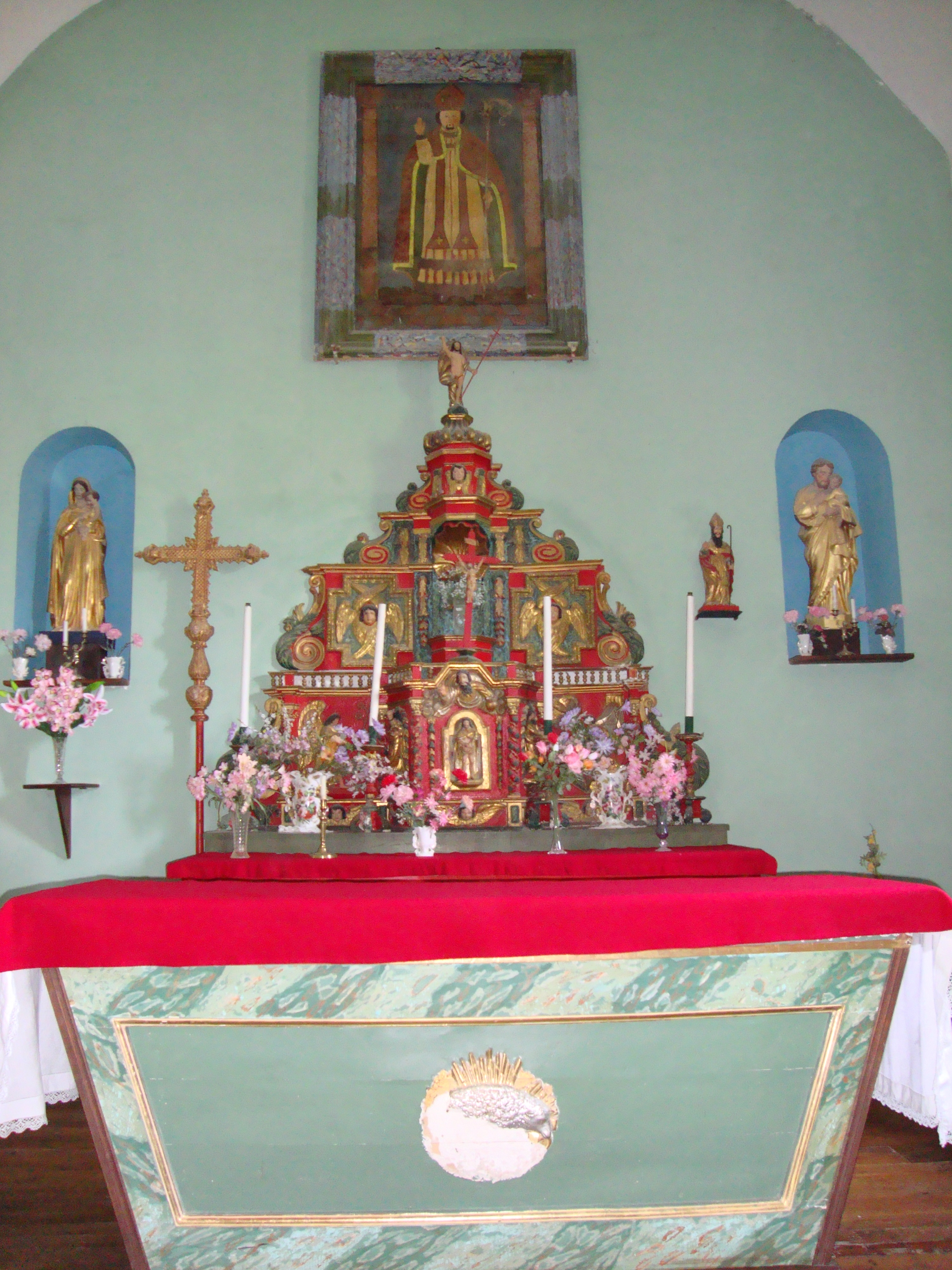
Chœur de l'église de Charritte-le-Haut.

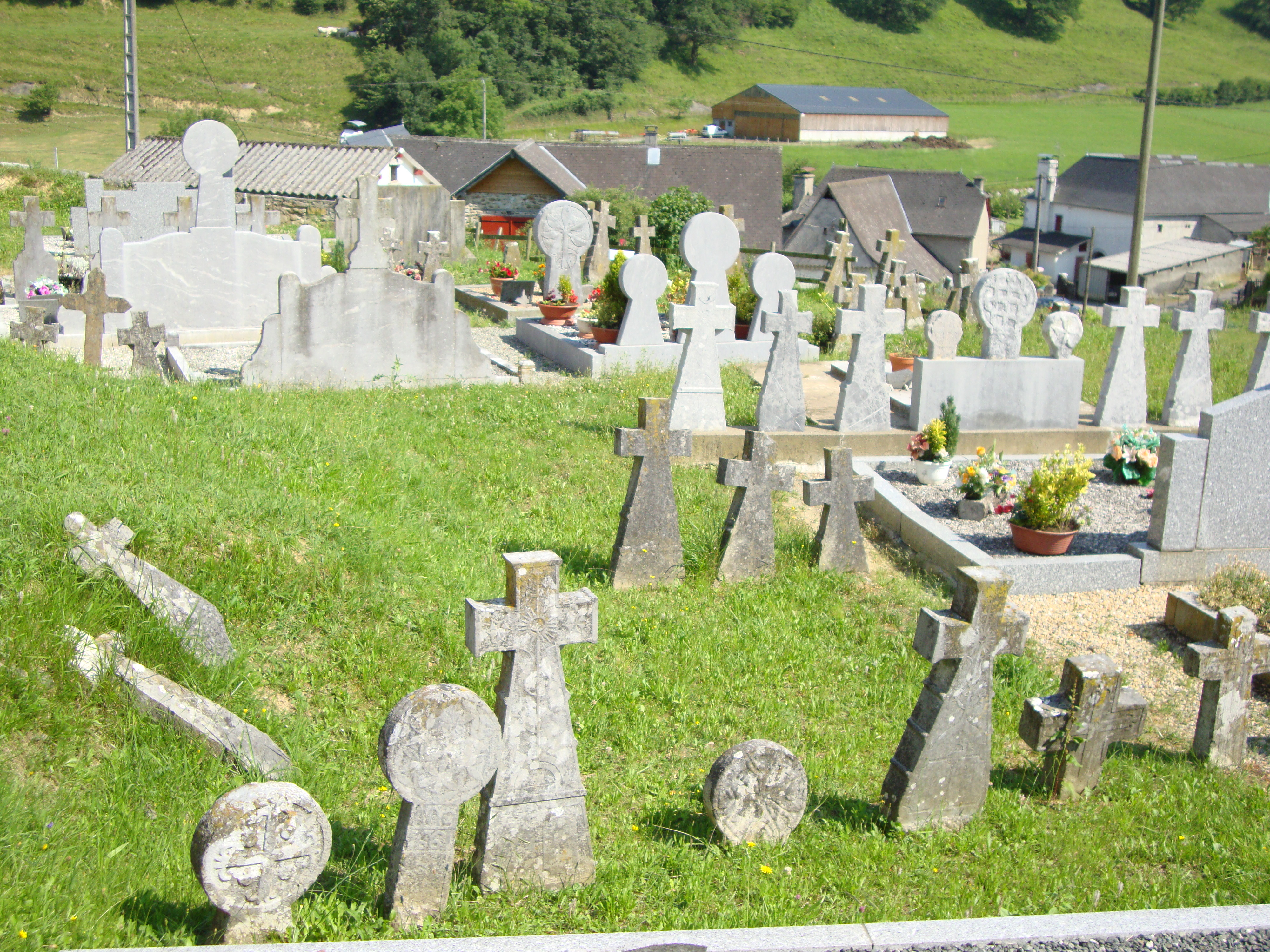
Cimetière de Charritte-le-Haut, stèles discoïdales.

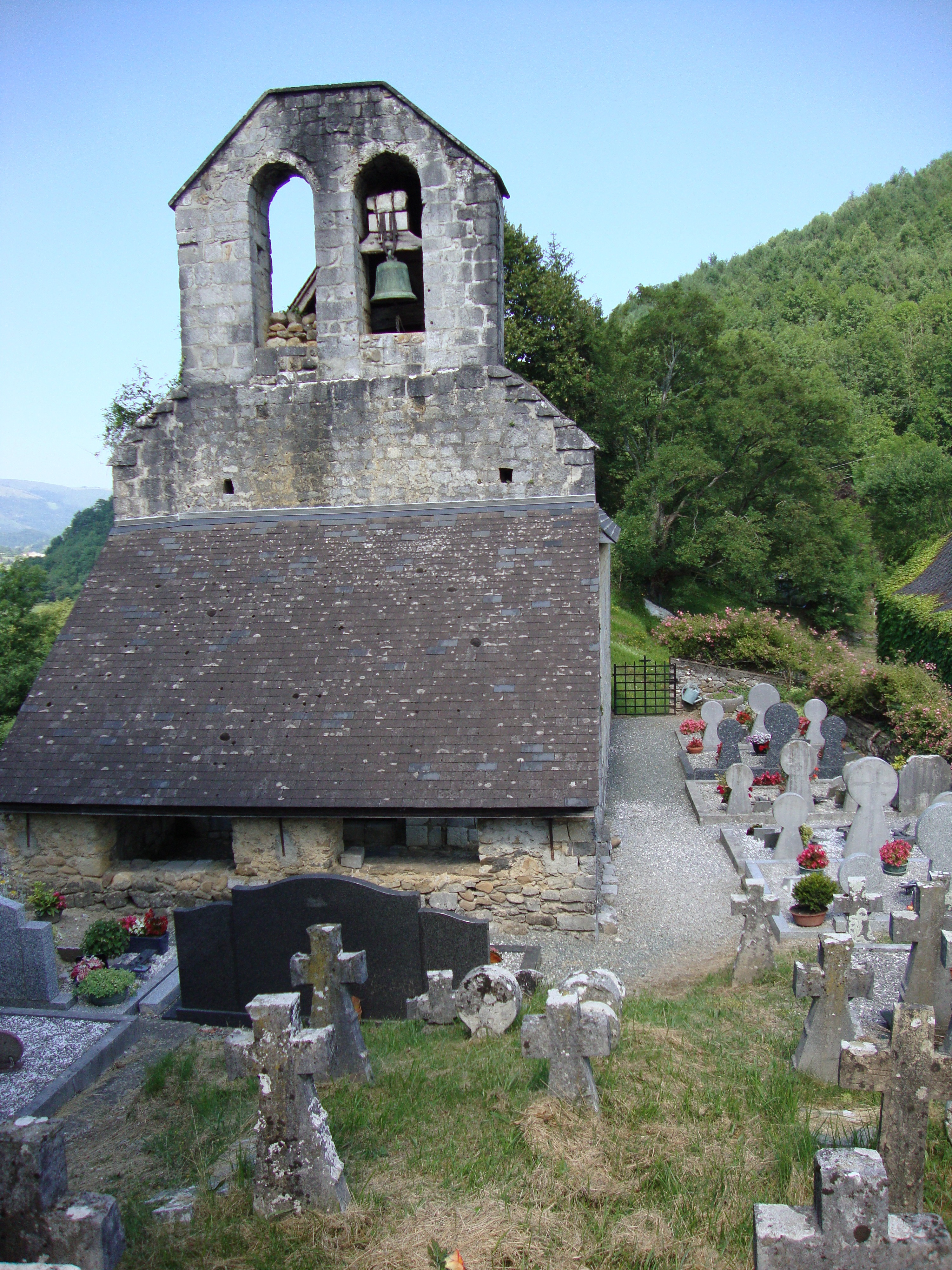
L'église d'Arhan.

### Climat
Pour des articles plus généraux, voir Climat de la Nouvelle-Aquitaine et Climat des Pyrénées-Atlantiques.
Historiquement, la commune est exposée à un micro climat océanique basque.  
En 2020, Météo-France publie une typologie des climats de la France métropolitaine dans laquelle la commune est exposée à un climat de montagne et est dans la région climatique Pyrénées atlantiques, caractérisée par une pluviométrie élevée (>1 200 mm/an) en toutes saisons, des hivers très doux (7,5 °C en plaine) et des vents faibles.
Pour la période 1971-2000, la température annuelle moyenne est de 13,2 °C, avec une amplitude thermique annuelle de 13 °C. Le cumul annuel moyen de précipitations est de 1 537 mm, avec 12,1 jours de précipitations en janvier et 10,8 jours en juillet. Pour la période 1991-2020, la température moyenne annuelle observée sur la station météorologique la plus proche, située sur la commune de Licq-Athérey à 4 km à vol d'oiseau, est de 13,1 °C et le cumul annuel moyen de précipitations est de 1 528,1 mm,. Pour l'avenir, les paramètres climatiques de la commune estimés pour 2050 selon différents scénarios d’émission de gaz à effet de serre sont consultables sur un site dédié publié par Météo-France en novembre 2022.

### Milieux naturels et biodiversité

#### Réseau Natura 2000
Le réseau Natura 2000 est un réseau écologique européen de sites naturels d'intérêt écologique élaboré à partir des Directives « Habitats » et « Oiseaux », constitué de zones spéciales de conservation (ZSC) et de zones de protection spéciale (ZPS).
Deux sites Natura 2000 ont été définis sur la commune au titre de la « directive Habitats », : 
- les « montagnes du pic des Escaliers », d'une superficie de 8 600 ha, présentant une flore très diversifiée marquée par une nette influence atlantique et montagnarde. Cependant, les versants exposés au Sud Sud-Est et Est abritent une flore thermophile remarquable[23] ;
- « le Saison (cours d'eau) », d'une superficie de 2 200 ha, un cours d'eau de très bonne qualité à salmonidés[24] ;

et une au titre de la « directive Oiseaux », : 
- la « Haute Soule : forêt d'Iraty, Orgambidexka et Pic des Escaliers », d'une superficie de 5 584 ha, un massif très vaste à très grande diversité d'habitats et d'espèces. La varité des milieux et l'étagement altitudinal offre de bonnes conditions pour l'accueil de l'avifaune pyrénéenne[25].

#### Zones naturelles d'intérêt écologique, faunistique et floristique
L’inventaire des zones naturelles d'intérêt écologique, faunistique et floristique (ZNIEFF) a pour objectif de réaliser une couverture des zones les plus intéressantes sur le plan écologique, essentiellement dans la perspective d’améliorer la connaissance du patrimoine naturel national et de fournir aux différents décideurs un outil d’aide à la prise en compte de l’environnement dans l’aménagement du territoire.
Une ZNIEFF de type 1 est recensée sur la commune, : 
les « hêtraies et landes de la confluence des gaves de Larrau et de Saint-Engrace » (5 156,66 ha), couvrant 7 communes du département et une ZNIEFF de type 2,, : 
la « Haute-Soule » (26 095,69 ha), couvrant 9 communes du département.

## Urbanisme

### Typologie
Au 1er janvier 2024, Lacarry-Arhan-Charritte-de-Haut est catégorisée commune rurale à habitat dispersé, selon la nouvelle grille communale de densité à sept niveaux définie par l'Insee en 2022.
Elle est située hors unité urbaine et hors attraction des villes,.

### Occupation des sols

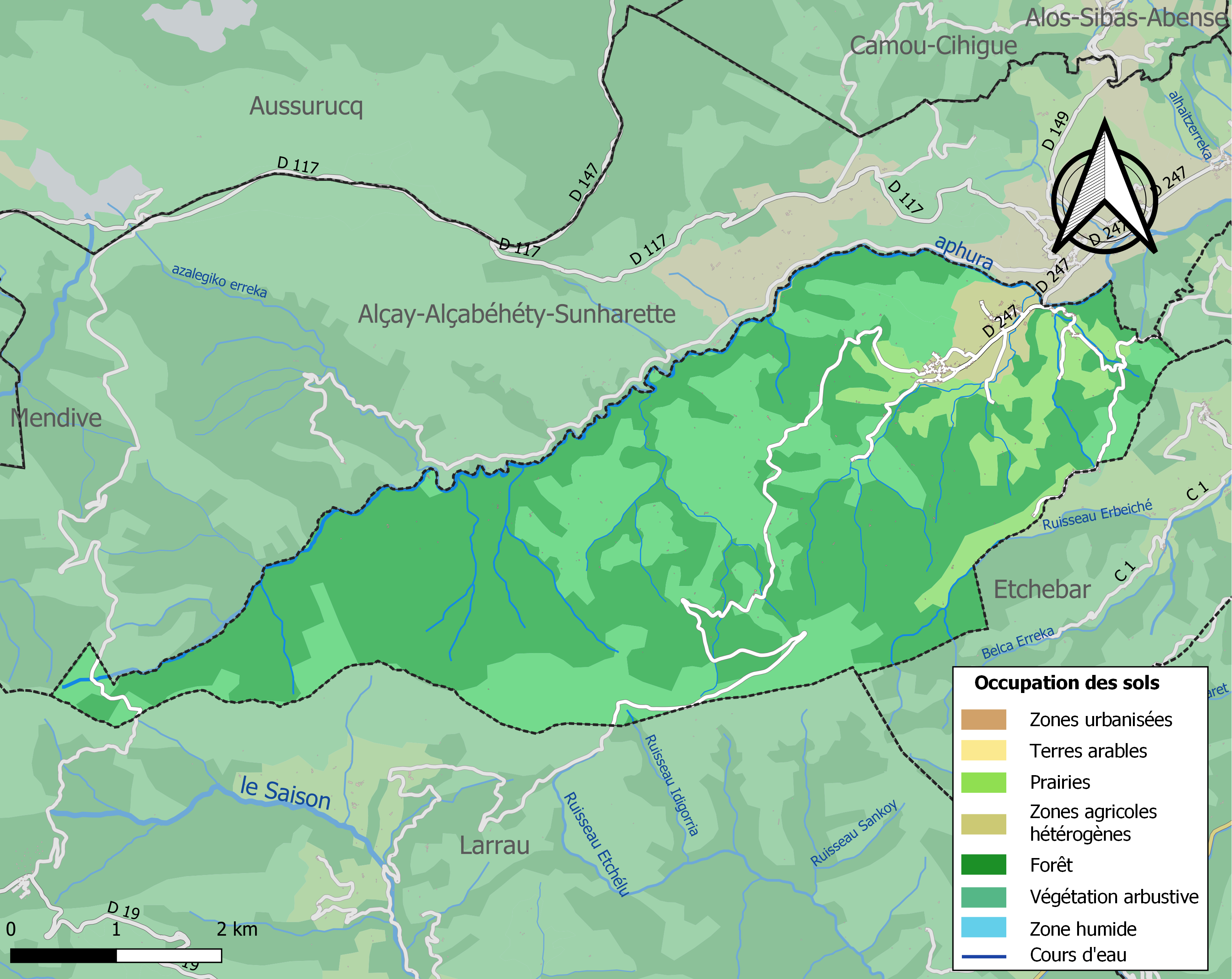
Carte des infrastructures et de l'occupation des sols de la commune en 2018 (CLC).

L'occupation des sols de la commune, telle qu'elle ressort de la base de données européenne d’occupation biophysique des sols Corine Land Cover (CLC), est marquée par l'importance des forêts et milieux semi-naturels (90,1 % en 2018), une proportion sensiblement équivalente à celle de 1990 (90,2 %). La répartition détaillée en 2018 est la suivante : 
forêts (58 %), milieux à végétation arbustive et/ou herbacée (32,1 %), prairies (6,8 %), zones agricoles hétérogènes (3,1 %). L'évolution de l’occupation des sols de la commune et de ses infrastructures peut être observée sur les différentes représentations cartographiques du territoire : la carte de Cassini (XVIIIe siècle), la carte d'état-major (1820-1866) et les cartes ou photos aériennes de l'IGN pour la période actuelle (1950 à aujourd'hui).

### Lieux-dits et hameaux
Sept quartiers composent la commune de Lacarry-Arhan-Charritte-de-Haut :
Lacarry
- Kharrika ;
- Gañeko etxauak ;
- Mairhüle (Mayrule sur les cartes IGN).

Arhan
- Arhane (Arhan en français).

Charrite-de-Haut
- Sarrikotagaine (Charritte-de-Haut en français) ;
- Kharrika ;
- Ibarrea.

### Risques majeurs
Le territoire de la commune de Lacarry-Arhan-Charritte-de-Haut est vulnérable à différents aléas naturels : météorologiques (tempête, orage, neige, grand froid, canicule ou sécheresse), inondations, feux de forêts et séisme (sismicité moyenne). Il est également exposé à un risque technologique,  le transport de matières dangereuses, et à un risque particulier : le risque de radon. Un site publié par le BRGM permet d'évaluer simplement et rapidement les risques d'un bien localisé soit par son adresse soit par le numéro de sa parcelle.

#### Risques naturels
Certaines parties du territoire communal sont susceptibles d’être affectées par le risque d’inondation par une crue torrentielle ou à montée rapide de cours d'eau, notamment l'Aphura. La commune a été reconnue en état de catastrophe naturelle au titre des dommages causés par les inondations et coulées de boue survenues en 1982, 1983, 1990, 1992, 2009 et 2014,.
Lacarry-Arhan-Charritte-de-Haut est exposée au risque de feu de forêt. En 2020, le premier plan de protection des forêts contre les incendies (PDPFCI) a été adopté pour la période 2020-2030. La réglementation des usages du feu à l’air libre et les obligations légales de débroussaillement dans le département des Pyrénées-Atlantiques font l'objet d'une consultation de public ouverte du 16 septembre au 7 octobre 2022,.

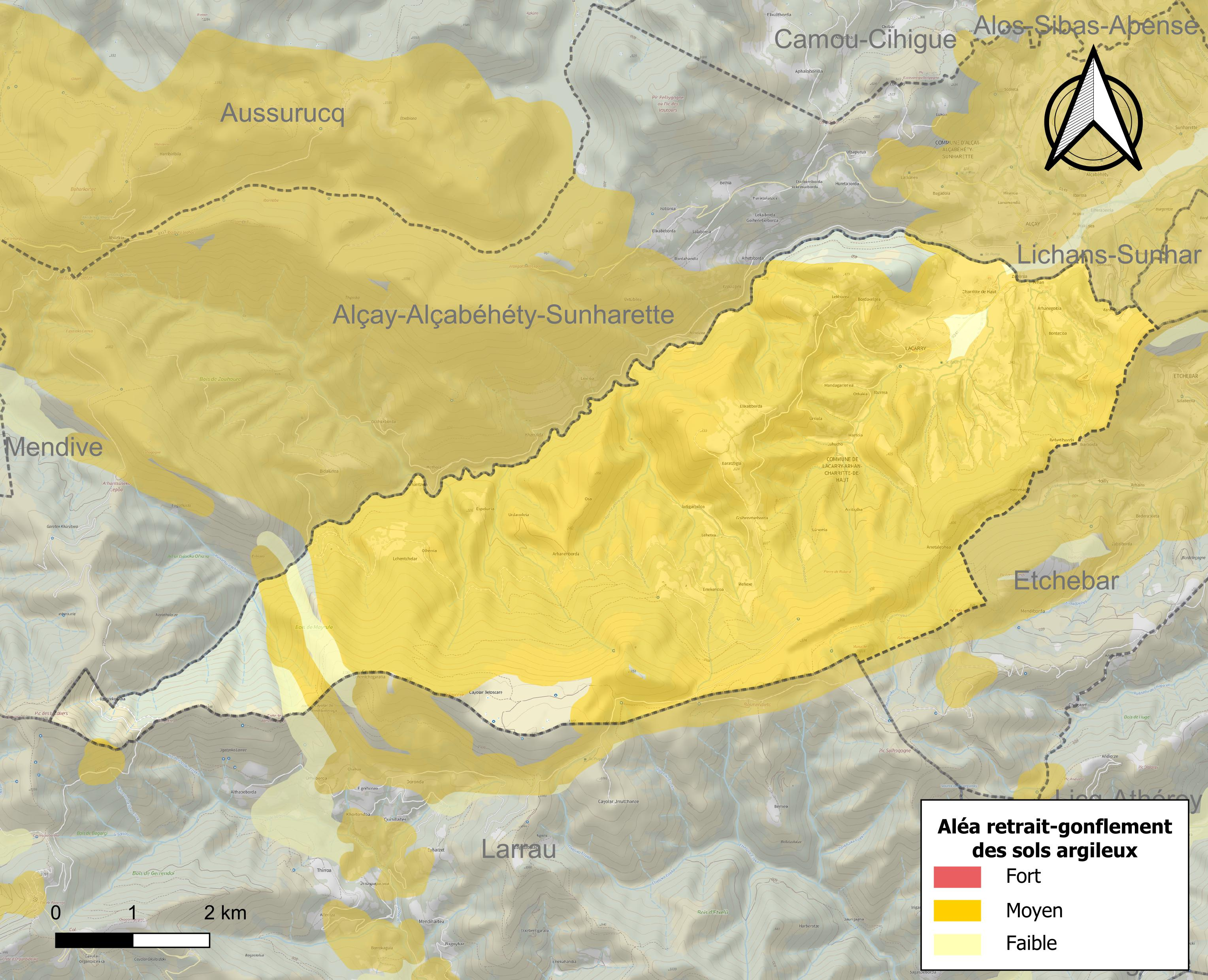
Carte des zones d'aléa retrait-gonflement des sols argileux de Lacarry-Arhan-Charritte-de-Haut.

Le retrait-gonflement des sols argileux est susceptible d'engendrer des dommages importants aux bâtiments en cas d’alternance de périodes de sécheresse et de pluie. 89,2 % de la superficie communale est en aléa moyen ou fort (59 % au niveau départemental et 48,5 % au niveau national). Depuis le 1er octobre 2020, en application de la loi ELAN, différentes contraintes s'imposent aux vendeurs, maîtres d'ouvrages ou constructeurs de biens situés dans une zone classée en aléa moyen ou fort,.

#### Risque particulier
Dans plusieurs parties du territoire national, le radon, accumulé dans certains logements ou autres locaux, peut constituer une source significative d’exposition de la population aux rayonnements ionisants. Selon la classification de 2018, la commune de Lacarry-Arhan-Charritte-de-Haut est classée en zone 2, à savoir zone à potentiel radon faible mais sur lesquelles des facteurs géologiques particuliers peuvent faciliter le transfert du radon vers les bâtiments.

## Toponymie

### Attestations anciennes
Le toponyme Lacarry apparaît sous les formes 
Lachari (1178, collection Duchesne volume CXIV), 
Lacarri (1475, contrats d'Ohix) et 
Laccarri (1520, coutume de Soule).
Le toponyme Charritte-de-Haut apparaît sous les formes 
Sarrite, 
Xarrite dessus Ausset-Suson en 1471 (contrats d'Ohix), 
et 
Charrite (1801, Bulletin des Lois).

### Graphie basque
Son nom basque actuel est Lakarri-Arhane-Sarrikotagaine.

## Histoire
Le 29 janvier 1831, les trois villages d'Arhan, de Charritte-de-Haut et de Lacarry sont fusionnés.

## Politique et administration
| Période | Période  | Identité         | Étiquette | Qualité |
| ------- | -------- | ---------------- | --------- | ------- |
| 1995    | 2020     | Dominique Boscq  | UDF       |         |
| 2020    | En cours | Dorothée Nabarra |           |         |

### Intercommunalité
La commune fait partie de sept structures intercommunales :
- la communauté d'agglomération du Pays Basque ;
- le SIGOM ;
- le SIVOM du canton de Tardets ;
- le SIVU chargé du tourisme en Haute-Soule et Barétous ;
- le syndicat AEP du Pays de Soule ;
- le syndicat d'assainissement du Pays de Soule ;
- le syndicat intercommunal pour le soutien à la culture basque.

## Population et société

### Démographie
L'évolution du nombre d'habitants est connue à travers les recensements de la population effectués dans la commune depuis 1793. Pour les communes de moins de 10 000 habitants, une enquête de recensement portant sur toute la population est réalisée tous les cinq ans, les populations de référence des années intermédiaires étant quant à elles estimées par interpolation ou extrapolation. Pour la commune, le premier recensement exhaustif entrant dans le cadre du nouveau dispositif a été réalisé en 2007.

En 2022, la commune comptait 117 habitants, en évolution de −9,3 % par rapport à 2016 (Pyrénées-Atlantiques : +3,78 %, France hors Mayotte : +2,11 %).
| 1793 | 1800 | 1806 | 1821 | 1831 | 1836 | 1841 | 1846 | 1851 |
| ---- | ---- | ---- | ---- | ---- | ---- | ---- | ---- | ---- |
| 305  | 321  | 322  | 335  | 636  | 700  | 663  | 626  | 635  |

| 1856 | 1861 | 1866 | 1872 | 1876 | 1881 | 1886 | 1891 | 1896 |
| ---- | ---- | ---- | ---- | ---- | ---- | ---- | ---- | ---- |
| 636  | 621  | 598  | 590  | 583  | 561  | 561  | 570  | 540  |

| 1901 | 1906 | 1911 | 1921 | 1926 | 1931 | 1936 | 1946 | 1954 |
| ---- | ---- | ---- | ---- | ---- | ---- | ---- | ---- | ---- |
| 521  | 528  | 575  | 465  | 459  | 463  | 471  | 420  | 341  |

| 1962 | 1968 | 1975 | 1982 | 1990 | 1999 | 2006 | 2007 | 2012 |
| ---- | ---- | ---- | ---- | ---- | ---- | ---- | ---- | ---- |
| 287  | 233  | 175  | 136  | 127  | 124  | 128  | 128  | 127  |

| 2017 | 2022 | - | - | - | - | - | - | - |
| ---- | ---- | - | - | - | - | - | - | - |
| 130  | 117  | - | - | - | - | - | - | - |

## Économie
L'activité est essentiellement tournée vers l'agriculture (élevage et pâturages). La commune fait partie de la zone d'appellation de l'ossau-iraty.

## Culture locale et patrimoine

### Patrimoine religieux
L'église Saint-Étienne, située à Lacarry, date de la fin du XVIIIe siècle. Un clocher lui a été ajouté, et elle a été modifiée dans la deuxième moitié du XIXe siècle.

## Équipements
|  |